# 統合的沿岸管理
統合的沿岸管理（とうごうてきえんがんかんり）とは、Integrated coastal zone management（ICZM）の訳語であり、統合的沿岸域管理・総合的沿岸域管理とも訳される。持続可能性の原則に基づき、経済発展，世代内・世代間公平性を達成し、効果的な生態系管理を実現するために、沿岸域の利害関係者や意思決定者そして利用者をまとめるための仕組み。

## 概要
93年の世界沿岸域会議は声明でICZMについて、沿岸域管理の様々な問題を扱うのに最も適した、持続的発展を達成するため重要なツールであると述べている。また、統合的沿岸管理の枠組みについては、包括的なアセスメント・目的設定・計画・管理を文化等にも配慮しながら、異なる価値観や利用形態を考慮したものであるべきであると述べている。競合関係の整理、防護・環境・利用の課題相互の調整が、持続可能な沿岸域管理には必要であり、組織統合・海と川との統合・関係者間との統合など様々な意味で「統合」された沿岸域管理が必要であると言われている。